# Charlotte Kanitz

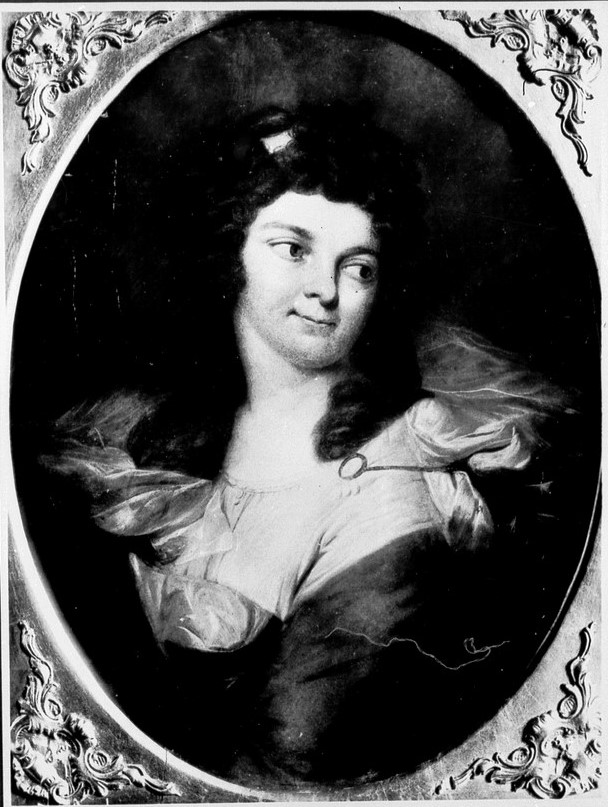
Porträt Charlotte Kanitz im Jahre 1791 von Daniel Caffé

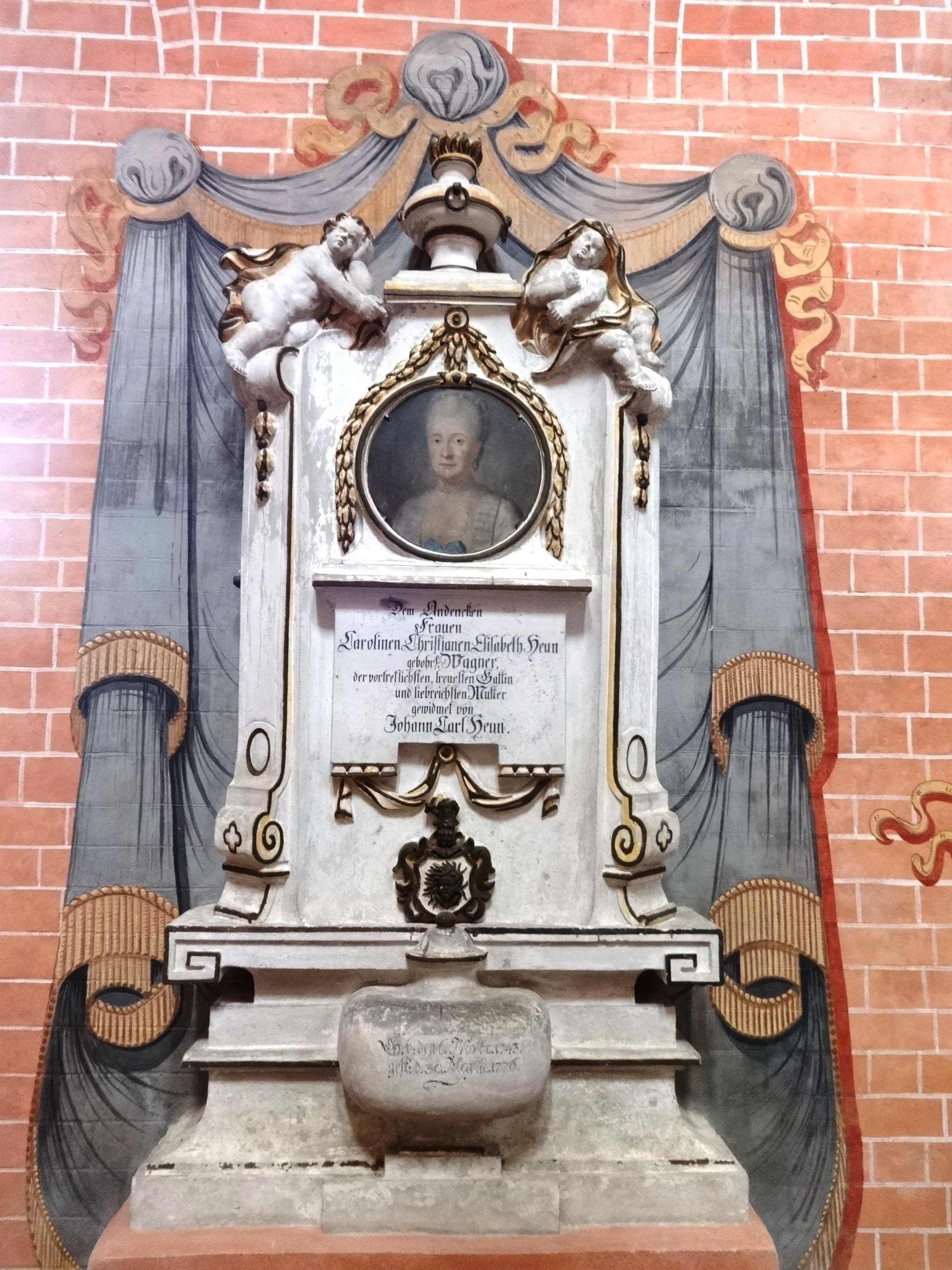
Grabmal der Mutter Karoline Christiane Elisabeth Heun (1743–1776) in der Klosterkirche Doberlug

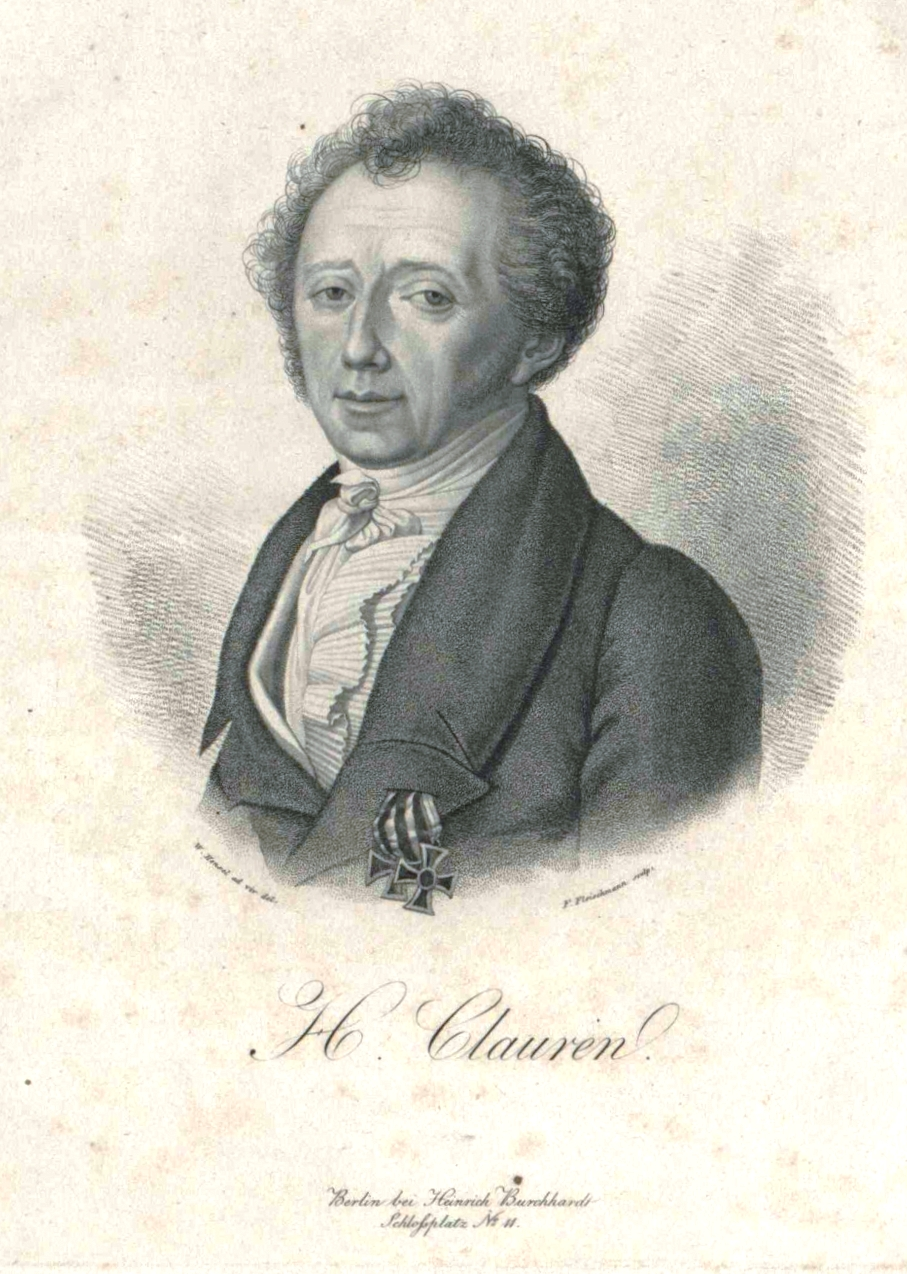
H. Clauren (Carl Heun) (1771–1854), Bruder von Charlotte Kanitz

Auguste Erdmuthe Charlotte Kanitz, geb. Heun, verh. Heinsius (* 24. Februar 1773 in Dobrilugk; † 1826), Pseudonym Lotte Berthold, war eine deutsche Schriftstellerin.

## Familie
Charlotte Kanitz war die Schwester von Henriette Heun (1765–1850), der Frau Georg Joachim Göschens, sowie Schwester des Schriftstellers
Carl Gottlieb Samuel Heun (* 1771 in Dobrilugk; † 1854 in Berlin). Ihre Mutter war Karoline Christiane Elisabeth Heun (1743–1776).

## Leben
Charlotte Heun wurde von einem Privatlehrer unterrichtet sowie von ihrer Stiefmutter im Französischen.
Sie heiratete in erster Ehe 1792 in Leipzig den evangelischen Buchhändler und Bibliographen Johann Wilhelm Immanuel Heinsius (* 28. Juli 1768 in Leipzig; † 1. Oktober 1817 in Gera). Dazu erschien das Werk Hochzeitsgedichte (mit Melodie) und Hochzeitsscherze zur Vermählungsfeier von Wilhelm Heinsius mit Charlotte Heun, Dobrilugk und Leipzig 1792.
Seit 1801 sind von ihr Geschichten für Kinder überliefert, die anfangs zusammen mit Karl August Gottlieb Seidel (1754–1822) veröffentlicht wurden. Im Untertitel sind die Namen ihrer Kinder Julius, Carl, Louise und Betti genannt.
Kanitz trennte sich 1805 von Wilhelm Heinsius und heiratete 1807 den Regierungssekretär Friedrich Carl Kanitz († 25. März 1826 in Merseburg) und lebte zuletzt im Hause ihres Schwiegersohnes Schimpf in Merseburg.

## Werke
- mit Karl August Gottlieb Seidel:[7]
  - Erste Nahrung für den keimenden Verstand guter Kinder: insbesondere für Julius, Carl, Louise, Betti. Leipzig, 1801; Friedrich August Leo.
  - Zweyte Nahrung für den zunehmenden Verstand guter Kinder: insbesondere für Julius, Carl, Louise, Betti von ihrer Mutter. Leipzig, 1801; Friedrich August Leo
- Das Kränzchen – Erzählungen für Kinder. Dresden, 1818; Arnold’sche Buchhandlung, 126 Seiten.